# 维多利亚·绍塞
维多利亚·绍塞·巴尔德斯（西班牙語：Victoria Sauze Valdéz，1991年7月21日—），阿根廷女子曲棍球运动员，2019年泛美运动会女子金牌得主、2020年夏季奥林匹克运动会女子银牌得主、2023年泛美运动会女子金牌得主、2024年夏季奥林匹克运动会女子铜牌得主。